# 사등초등학교
사등초등학교는 대한민국 경상남도 거제시 사등면 성포리에 있는 공립 초등학교이다.

## 학교 연혁
- 1930년 12월 22일 설립인가
- 1931년 5월 12일 사등공립보통학교 개교[1]
- 1938년 4월 1일 사등공립심상소학교로 개칭[2]
- 1941년 4월 1일 사등공립국민학교로 개칭[3]
- 1950년 4월 1일 사등국민학교로 개칭[4]
- 1970년 3월 10일 현 교사로 이전
- 1979년 3월 5일 병설유치원 개원
- 1996년 3월 1일 사등초등학교로 개칭[5]
- 2020년 2월 14일 제86회 졸업식(총 졸업생 4,283명)
- 2020년 3월 1일 제36대 박춘섭 교장 부임

## 학교 상징
- 우리 학교 꽃 - 영산홍 : 과명 : 진달래과 - 원산지 : 한국, 일본 - 용도 : 감상용, 약재용 - 특징 : 꽃 색이 다양함, 종자와 삽목으로 번식, 생명력이 강함 - 본받을 점 : 우아함, 발랄함, 아름다움.
- 우리 학교 나무 - 느티나무 : 과명 : 느릅나무과 - 원산지 : 한국, 중국, 일본, 만주, 몽고 - 용도 : 공원수, 가로수, 조경수, 건축재, 가구재 - 특징 : 해발 50~1200m에서 자생, 단단하고 무늬가 아름다움, 키가 크고 5월경 녹색의 꽃이 핌 - 본받을 점 : 곧은 기상, 친화, 건강, 예절, 고귀, 조화로운 질서

## 참고 자료
- 사등초등학교 - 한국교육학술정보원 학교알리미